# Ligularia songarica
Ligularia songarica là một loài thực vật có hoa trong họ Cúc. Loài này được (Fisch.) Ling mô tả khoa học đầu tiên năm 1934.